# Лашево (Свецький повіт)
Лашево (пол. Łaszewo) — село в Польщі, у гміні Прущ Свецького повіту Куявсько-Поморського воєводства.
Населення — 289 осіб (2011).
У 1975-1998 роках село належало до Бидгощського воєводства.

## Демографія
Демографічна структура станом на 31 березня 2011 року:
|          | Загалом | Допрацездатний вік | Працездатний вік | Постпрацездатний вік |
| -------- | ------- | ------------------ | ---------------- | -------------------- |
| Чоловіки | 154     | 37                 | 101              | 16                   |
| Жінки    | 135     | 26                 | 84               | 25                   |
| Разом    | 289     | 63                 | 185              | 41                   |